# Géraud de Salles
Géraud de Salles, (italianizzato Geraldo de Salis), (... – Chantecorps, 20 aprile 1120), è stato un religioso e predicatore francese.
Era figlio di Folco, signore di Salles e di Aeardis (Deux-Sèvres), deceduto nell'abbazia dei Châtelliers, a Chantecorps (Deux-Sèvres) il 20 aprile 1120. Fu eremita predicatore e fondatore di istituzioni religiose. La Chiesa cattolica lo ha riconosciuto beato. Viene celebrato il 20 aprile.

## La famiglia
Suo padre e sua madre abbracciarono la vita religiosa.
Egli ebbe due fratelli, Grimoaldo, che fu cappellano di Tustonium, poi priore di Castellare, poi ancora venne eletto abate dell'abbazia di Notre Dame des Alleuds e infine, l'anno prima della sua morte, vescovo di Poitiers. Morì nell'agosto del 1141 e fu sepolto nell'abbazia di Fontevrault. L'altro fratello, Folco, prese l'abito di eremita a Boscavium, ove morì in odore di santità e vi fu sepolto.

## Biografia
Discepolo di san Vitale di Savigny, si stabilì nel 1114 come eremita nella foresta di Dalon nel Limosino, su un terreno donato da Géraud e Golfier de Lastours, che ne erano signori. Aiutato da Roberto d'Arbrissel, consacrò i suoi beni, che erano notevoli, e il resto della propria vita a fondare l'abbazia di Dalon e in tutto il sud-ovest della Francia una moltitudine di piccole comunità monastiche come l'abbazia di Cadouin o quella di Grandselve, ove ricevette Bernardo di Chiaravalle.
(Bonaventura di Sant-Amable, Annales du Limousin)
Egli seguiva e faceva seguire esattamente la regola benedettina, senza tuttavia adottare la riforma cistercense.
Si spense il 20 aprile 1120 nell'abbazia dei Châtelliers e fu ivi inumato, in dalmatica, nell'attuale villaggio di Saint Girault (Deux-Sèvres).
In seguito, la maggior parte dei monasteri da lui fondati furono affiliati all'Ordine cistercense.

## Fondazioni
- Abbazia di Dalon 1114, diocesi di Limoges.
- Abbazia Notre Dame de Bonlieu 1119 ?, diocesi di Limoges.
- Abbazia di Cadouin 1115, Diocesi di Périgueux.
- Abbazia di Grandselve, diocesi di Tolosa.
- Abbazia Notre-Dame de l'Assomption du Bournet, diocesi di Angoulême.
- Abbazia Notre Dame des Alleuds, o di Alodia, diocesi di Poitiers.
- Abbazia Notre-Dame de Gondon, diocesi di Agen.
- Abbazia di Fontdouce, diocesi di Saintes.
- Abbazia Notre-Dame-de-l'Assomption de Châtre, diocesi di Saintes.
- Abbazia dell'Absie (Absam Gatiniae), diocesi di Poitiers.
- Abbazia del Pin, diocesi di Poitiers
- Abbazia di Bonnevaux, diocesi di Poitiers
- Abbazia dei Châtelliers, diocesi di Poitiers (ove egli fu sepolto).
- Abbazia di Tutione (femminile), subito a capo dell'Ordine, fondata con Roberto d'Arbrissel, sarà assorbita dalla sua filiale Abbazia di Fontevrault. Gli si attribuisce la fondazione di Tusson (Charente) nella sua Vitae, ma suor Marie-Odile Lenglet, in un articolo comparso in Cîteaux nel 1978, dimostra che si tratta di una interpretazione del XIII secolo. Della stessa Tusson, a capo dell'Ordine di Fontevraud, che sarebbe stata abbandonata per la località di Fontevraud a causa della sua carenza d'acqua, si ha la medesima interpretazione.
- Abbazia di Bibione (femminile)